# Riflessioni: Idea d'infinito
Riflessioni: idea d'infinito è il primo album dei Dalton, gruppo rock progressivo italiano attivo negli anni '70. 
Uscito nel 1973, ha una durata di appena 28 minuti (circa), ciò nonostante è considerato un ottimo lavoro nella scena progressive rock.

## Tracce
Lato A
1. Idea d'infinito – 4:49 (testo: Antonietta De Simone – musica: Edilio Capotosti)
2. Stagione che muore – 4:20 (testo: Antonietta De Simone – musica: Edilio Capotosti)
3. Cara Emily – 4:55 (testo: Antonietta De Simone – musica: Edilio Capotosti)

Durata totale: 14:04
Lato B
1. Riflessioni – 3:50 (Edilio Capotosti)
2. Un bambino, un uomo, un vecchio – 3:35 (testo: Andrea Lo Vecchio – musica: Edilio Capotosti)
3. Dimensione lavoro – 6:42 (testo: Andrea Lo Vecchio – musica: Edilio Capotosti)

Durata totale: 14:07
Nella ristampa del 2006 del cd la canzone "Dimensione lavoro" è seguita, nella stessa traccia, da una versione live di "Idea d'infinito", separate da alcuni secondi di silenzio, per un totale di 12:30.

## Musicisti
- Temistocle Reduzzi - pianoforte, organo, mellotron, moog, sintetizzatore, canto
- Aronne Cereda - chitarra acustica a sei corde, chitarra acustica a dodici corde, chitarra elettrica, canto
- Rino Limonta - basso, canto
- Tati Locatelli - batteria, canto
- Alex Chiesa - flauto, canto